# Лоренцаго ди Кадоре
Лоренца̀го ди Кадо̀ре (на италиански: Lorenzago di Cadore; на ладински: Lorenžàgo, Лоренжаго) е село и община в Северна Италия, провинция Белуно, регион Венето. Разположено е на 883 m надморска височина. Населението на общината е 554 души (към 2014 г.).